# 柯元芳
柯元芳（？年—？年），字楚衡，浙江嘉善縣（今浙江省嘉興市）人。明朝政治人物，崇禎進士。

## 生平
天啓元年（1621年）辛酉科浙江鄉試第二十二名舉人，崇禎十年（1637年）丁丑科進士。任福建建寧府推官，任內寬仁明允，多有平反。歷署甌寧、浦城二县事。崇禎十七年（1644年）国破归里。卒年六十二。

## 家族
曾祖柯雲，儒官；祖柯得仁，冠带乡宾；父柯茂林。子柯從年，順治己丑進士。